# Oro nazi en Argentina
 Oro nazi en Argentina  es una película documental de Argentina filmada en colores dirigida por Rolo Pereyra sobre su propio guion escrito en colaboración con  Jorge Camarasa basado en el libro de este Odessa al Sur, que se estrenó el 7 de abril de 2005. Colaboraron en la investigación Jean Ziegler, Beatriz Gurevich y Uki Goñi. Fue rodado en Buenos Aires, Roma, Madrid, Berna y costas del mar Báltico.

## Sinopsis
Documental que abarca la investigación sobre las remesas a la Argentina de fondos para propaganda y espionaje anteriores a la Segunda Guerra Mundial, el ingreso en la época posterior a ella de capitales alemanas y criminales de guerra nazis con la complicidad de bancos suizos y el Vaticano y las relaciones del peronismo con tales sucesos.

## Participantes
Dramatizaciones
- Claudio Ortega
- Daniel Gorga
- Federico Deym
- Gabriel Fiorito
- José Javier Serra
- Jorge Marcucci
- Laura Arias
- Leonardo Salimbeni
- Valentina Liernud
- Henry Jeannerot
- Jorge Booth
- Carlos Garmendia
- Roberto Riobo …Baron Von Blucher

Entrevistados
- Jorge Camarasa
- Carlota Jacksich
- Daniel Muchnik
- Carlos Escudé
- Emilio Corbiére
- Rogelio García Lupo
- Uki Goñi
- Manuel Urriza
- Ricardo Laurence
- Carlos De Nápoli
- Carlos Massey
- Patrick Burnside
- Enrique Lucero
- Harald Fitzmer
- Beatriz Gurevich
- Diana Quatrocci Woisson
- Matteo San Filippo
- Juan Gasparini
- Frank Garbely
- Jean Ziegler
- Jorge Priebke
- Francisco Wichter
- Jack Fuchs
- Donato Menéndez Álvarez
- Wilfred Von Oven

Narradores
- Albert Canil
- Rodolfo Valss

## Premios y nominaciones
Asociación de Cronistas Cinematográficos de la Argentina
- Rolo Pereyra, ganador del Premio Cóndor de Plata 2006 a la mejor película documental
- Rolo Pereyra y Jorge Camarasa, candidatos al Premio Cóndor de Plata al mejor guion documental.

## Comentarios
Isabel Croce en La Prensa escribió:

”…atrae y asombra Sumerge al espectador en un mundo que por su extrañamiento parece surgir de un mundo de leyenda y caos.”

Adolfo C. Martínez en La Nación opinó:

”… impecable documental…  Tras la llegada a la Argentina de importantes criminales de guerra -Eichmann, Menguele y Priebke, entre otros-, comienzan a arribar a estas playas inmensas fortunas rescatadas luego de la contienda que perdió Alemania. Aquí, al amparo del peronismo, se levantaron empresas y se crearon bancos para que ese oro procurase legitimar su procedencia… Es mucho y muy importante lo que deja en descubierto esta investigación … El director… logró un documento que es, al mismo tiempo, una denuncia de un variado abanico de relaciones entre el peronismo y el nazismo y una inquietante intriga policial y de espionaje. 
…un documental distinto tanto por su forma como por su realización… ejemplar en su fotografía, en su música y en su producción, elementos que se suman a un relato de visión imprescindible para todo el público.” 

Manrupe y Portela escribieron:

”Uno de los temas tabúes de la historia argentina en un documental correctamente ambientado y compuesto.”